# Коніц (Берн)
Коніц (нім. Köniz) — місто в Швейцарії в кантоні Берн, адміністративний округ Берн-Міттельланд.

## Географія
Місто розташоване на відстані близько 4 км на південний захід від Берна.
Коніц має площу 51 км², з яких на 18,4 % дозволяється будівництво (житлове та будівництво доріг), 50,5 % використовуються в сільськогосподарських цілях, 30,8 % зайнято лісами, 0,3 % не є продуктивними (річки, льодовики або гори).

## Демографія
2019 року в місті мешкало 42 044 особи (+8,3 % порівняно з 2010 роком), іноземців було 19,5 %. Густота населення становила 824 осіб/км².
За віковим діапазоном населення розподілялося таким чином: 19,3 % — особи молодші 20 років, 60,2 % — особи у віці 20—64 років, 20,5 % — особи у віці 65 років та старші. Було 19148 помешкань (у середньому 2,2 особи в помешканні).
Із загальної кількості 22 338 працюючих 385 було зайнятих в первинному секторі, 3785 — в обробній промисловості, 18 168 — в галузі послуг.